# كريزتيان فوتاكي
كريزتيان فوتاكي (بالمجرية: Futaki Krisztián)‏ هو لاعب كرة قدم مجري في مركز الدفاع، ولد في 2 فبراير 1979 في بيكيسكسابا في المجر. لعب مع نادي بكسكابا 1912 إلوره.